# Cratere Golden
Golden  è un cratere sulla superficie di Marte.